# Termia
La termia (símbolo: th) es una unidad de energía, equivalente a 1 millón de calorías. También recibe el nombre de Megacaloría. Se usa en el suministro de gas natural para calcular las facturas. Como el gas suministrado tiene un poder calorífico algo variable, el cobro se hace en termias en vez de m³, ya que el concepto que interesa no es la cantidad de gas sino la energía que proporciona.
- Datos: Q14914907